# Estrogen
Estrogéni so steroidni hormoni z 18 ogljikovimi atomi, ki se sintetizirajo v jajčnikih, manj tudi v modih. Glavni predstavniki so estradiol, estron in estriol. Pri ženski uravnavajo rast in razvoj ter delovanje spolnih organov, proliferacijo sluznice endometrija, razvoj in ohranitev sekundarnih spolnih znakov ter rast maternice v nosečnosti.
Sintetizirajo jih vsi sesalci in tudi nekatere žuželke, kar nakazuje na njihovo starodavnost v evolucijskem razvoju.
V medicini se uporabljajo kot sestavina nekaterih kombiniranih peroralnih kontraceptivov, pri nadomestnem hormonskem zdravljenju pomenopavznih žensk ter pri nadomestnem hormonskem zdravljenju transspolnih oseb.
Kot vsi steroidni hormoni tudi estrogeni difundirajo preko celične membrane. Po prihodu v celico se vežejo na estrogenske receptorje in jih aktivirajo, kar povzroči uravnavanje izražanja številnih genov.  Nadalje estrogeni aktivirajo tudi z beljakovino G sklopljeni receptor GPR30.

## Predstavniki
Vsi naravni estrogeni so steroidni hormoni, medtem ko imajo nekateri sintezni estrogeni nesteroidno zgradbo.

### Steroidni estrogeni
Trije poglavitni naravni estrogeni so estron (E1), estradiol (E2) in estriol (E3). Estradiol je prevladujoči estrogen v rodni dobi, tako v smislu absolutnih serumskih vrednosti kot estrogenske aktivnosti. Med menopavzo prevladuje v krvi estron, med nosečnostjo pa doseže najvišje krvne koncentracije estriol. Četrta oblika estrogenskih hormonov, estetrol (E4) nastaja le med nosečnostjo. Vsi omenjeni estrogeni nastajajo iz androgenov (zlasti testosterona in androstenediona) s pomočjo encima aromataze.

### Nesteroidni estrogeni
Doslej so odkrili številne sintezne in naravne substance, ki pravtako izzovejo estrogensko aktivnost. Med njimi obstajajo spojine, ki kljub estrogenskim učinkom nimajo steroidne strukture.
- Sintezne spojine z estrogensko aktivnostjo: ksenoestrogeni
- Rastlinske produkti z estrogensko aktivnostjo: fitoestrogeni

Med rastline, ki vsebujejo fitoestrogene, spojine, ki delujejo podobo kot estrogen, spadajo na primer soja, črna detelja, cimicifuga in ginseng. Fitoestrogensko delovanje imajo predvsem izoflavoni ter nekateri flavonoidi, stilbeni, lignani in saponini. Študije so pokazale, da ima uživanje fitoestrogenov pozitivne učinke pri menopavzalnih simptomih, benigni hiperplaziji prostate, osteoporozi in srčno-žilnih boleznih.
- Spojine z estrogensko aktivnostjo, ki so produkti gliv: mikoestrogeni

## Biosinteza
Estrogeni se pri ženski sintetizirajo zlasti v jajčnikih, med nosečnostjo pa v posteljici. Folikle spodbujajoči hormon (FSH) stimulira proizvodnjo estrogenov v jajčnikih (v celicah zrnatega sklada jajčnikovih foliklov in v rumenih telescih). V manjšem obsegu nastajajo estrogeni tudi v drugih tkivih, na primer jetrih, nadledvičnicah in dojkah. Ti sekundarni viri estrogenov so pomembni zlasti v pomenopavznem obdobju. Tudi maščobne celice proizvajajo estrogene.
Pri ženskah se v jajčnikih začne proizvodnja estrogenov s sintezo androstenediona iz holesterola v notranji teki. Androstenedion je hormon s šibkim androgenim delovanjem, ki služi zlasti kot predhodnik za hormone z močnejšo aktivnostjo, predvsem za testosteron in estrogene. Androstenedion prehaja bazalne membrane celic zrnatega sklada jajčnikovih foliklov, kjer se takoj pretvori v estron ali testosteron in potem v nadaljnjem koraku v estradiol. Pretvorbo androstenediona v testosteron katalizira encim 17β-hidroksisteroid-dehidrogenaza (17β-HSD), medtem ko pretvorbo androstenediona in testosterona v estron in estradiol katalizira encim aromataza. Oba encima sta prisotna v celicah zrnatega sklada jajčnikovih foliklov.
Krvne koncentracije estrogenov nihajo tekom menstrualnega cikla in dosežejo najvišje vrednosti blizu konca folikularne faze, tik pred ovulacijo.

## Mehanizem delovanja
Kot večina steroidov se tudi estrogeni vežejo na receptorje v celičnem jedru, kar izzove bodisi izražanje bodisi zaviranje prepisovanja genov. Estrogenski receptorji se nahajajo zlasti v celicah tarčnih tkiv (maternica, nožnica, mlečne žleze, sprednji reženj možganskega priveska), v manjšem obsegu pa so prisotni tudi v jetrih, ledvicah, nadledvičnicah in jajčnikih. Eden poglavitnih učinkov estrogenov na DNK je indukcija sinteze progesteronskih receptorjev v tarčnih tkivih, kot so maternica, nožnica, sprednji reženj možganskega priveska in hipotalamus.

## Biološki učinki
Estrogeni spodbudijo razvoj ženskih spolovil in drugotnih spolnih znakov. Spodbudijo rast in razvoj tkiva dojk in okostja in so sestavni del fiziologije pubertete, menstruacije, ovulacijskih ciklusov in nosečnosti. Vzdržujejo urogenitalno funkcijo ter vazomotorično stabilnost.
Učinki estrogenov kot zdravil so močno odvisni od starosti bolnice. Pri bolnicah, starih od 11 do 13 let, pri katerih se dajejo estrogeni skupaj s progesteronom pri primarnem hipogonadizmu, izzovejo stimulacijo razvoja drugotnih spolnih znakov in fazo pospešene rasti. Pri odraslih pri primarni amenoreji, sproži ciklično dajanje estrogenov skupaj s progesteronom umetno izzvani menstrualni cikel. Poglavitna namena uporabe estrogenov pri odraslih bolnicah sta kontracepcija in pomenopavzno nadomestno hormonsko zdravljenje. Estrogeni, ki se uporabljajo kot zdravila, povzročajo tudi številne presnovne učinke: povzročajo zastajanje vode in soli v telesu ter blage anabolne učinke. Delujejo na kosti, saj zavirajo resorpcijo, s čimer lahko pomagajo ohranjati kostno gostoto pri pomenopavznih bolnicah. Pojavi se lahko motena toleranca za glukozo. Povečajo tudi koagulabilnost krvi, kar poveča tveganje za tromboembolijo. Po peroralnem dajanju estrogenov se v jetrih poveča sinteza spolne hormone vežočega globulina (SHGB), angiotenzinogena, lipoproteinov velike gostote (HDL), trigliceridov, zniža pa sinteza celotnega holesterola in lipoproteinov majhne gostote (LDL). Zaradi povečane sinteze angiotenzina se lahko poveča krvni tlak, lipoproteini majhne gostote (LDL), katerih sinteza se zniža, pa so dejavnik tveganja za aterosklerozo. Večina študij v skladu s tem poroča o kardioprotektivnem učinku hormonskega nadomestnega zdravljenja pri pomenopavznih ženskah. Mehanizem delovanja še ni pojasnjen. Sprva je veljalo, da so za ugoden učinek odgovorne spremembe v vrednostih holesterola, zmanjšanje LDL in zvečanje HDL, vendar študije kažejo, da ti dejavniki prispevajo le 25–39% k srčno-žilni zaščiti. Novejše študije kažejo, da ima pomembnejši učinek na oksidacijo LDL, ki in vivo začenja aterosklerozo. Estrogeni namreč delujejo antioksidativno in zavirajo oksidacijo LDL. Na drugi strani pa so nekatere študije ovrgle zaščitni učinek nadomestnega hormonskega zdravljenja na srčno-žilni sistem.